# 合水镇 (兴宁市)
合水镇是中华人民共和国广东省梅州市兴宁市下辖的一个乡镇级行政单位。，位於興寧中北部，东北与梅县交界。距離城鎮15公里。全鎮總面積102平方公里，人口3萬6千多人。下轄18个行政村、1个居委会、1个合水国营农场和4个农场管理区。

## 名称由来
因地处黄陂河与罗岗河交汇之处,故称“合水”。

## 水库
合水水库建于1957年，為興寧全境提供主要水資源。除此之外也是风景区之一。

## 行政区划
合水镇下辖以下地区：
合水社区、溪唇村、罗陂村、富和村、五联村、双溪村、湖岭村、乐群村、麻坑村、六管理区村、一八管理区村、二三管理区村、四五管理区村、上官村、洋田村、中官村、下官村、罗英村、明星村、石陂村、龙东村、白泡村和霞洞村。